# Scytodes albiapicalis
Scytodes albiapicalis är en spindelart som beskrevs av Embrik Strand 1907. Scytodes albiapicalis ingår i släktet Scytodes och familjen spottspindlar. Inga underarter finns listade i Catalogue of Life.